# 舒阿海維市鎮

41°38′N 42°11′E / 41.633°N 42.183°E
舒阿海維市鎮，是格魯吉亞西南部阿扎尔自治共和国的市鎮，行政中心为舒阿海維。市镇面積为588平方公里，2014年人口数量为15,044人，人口密度每平方公里26人。